# Реймський собор
Ре́ймський собо́р Богома́тері (фр. Notre-Dame de Reims) — римсько-католицька культова споруда, побудована у XIII сторіччі на честь Діви Марії. Кафедральний собор Реймської архідієцезії.
Собор — одна з найвизначніших споруд готичного стилю у Франції, як з точки зору архітектури, так і за кількістю скульптурних елементів — 2303. Завдяки цьому занесений до Світової спадщини ЮНЕСКО з 1991 року. Собор є одною з найвидатніших туристичних пам'яток Франції, кількість відвідувачів у 2007 році сягнула півтора мільйони осіб.

## Історія

### Походження
У 401 році освячують перший Реймський собор на місці стародавніх терм. Собор звели на честь Діви Марії і саме в цій будівлі відбулося хрещення Хлодвіга єпископом реймським (25 грудня в один із років між 496-м та 499-м, за оцінками деяких істориків). У 816 році син Карла Першого — Людовик Благочестивий обирає Реймс для своєї коронації як імператора. Це стало першою коронацією французького монарха в Реймсі. У 862 році єпископ Гінкмар освячує другий собор, побудований навзамін першого. За часів монархічного устрою цей собор став місцем коронації французьких королів.
У 976 році, за єпископа Адальберона Реймського (фр. Adalbéron de Reims), починається будівництво каролінзького собору.
6 травня 1211 року інший реймський архіепископ Альберік де Умбер (фр. Albéric de Humbert) розпочинає будівництво нового собору (сучасна споруда) з метою заміни попереднього (каролінзького) собору, зруйнованого під час пожежі роком раніше. Чотири архітектори змінюють один одного під час будівництва, головна частина якого була закінчена в 1275 році: Жан д'Орбе (фр. Jean d'Orbais), Жан-ле-Лу (фр. Jean-le-Loup), Гоше де Реймс (фр. Gaucher de Reims) та Бернар де Суасон (фр. Bernard de Soissons).
У 1481 році споруду сильно пошкодила пожежа.

### Місце коронації французьких монархів

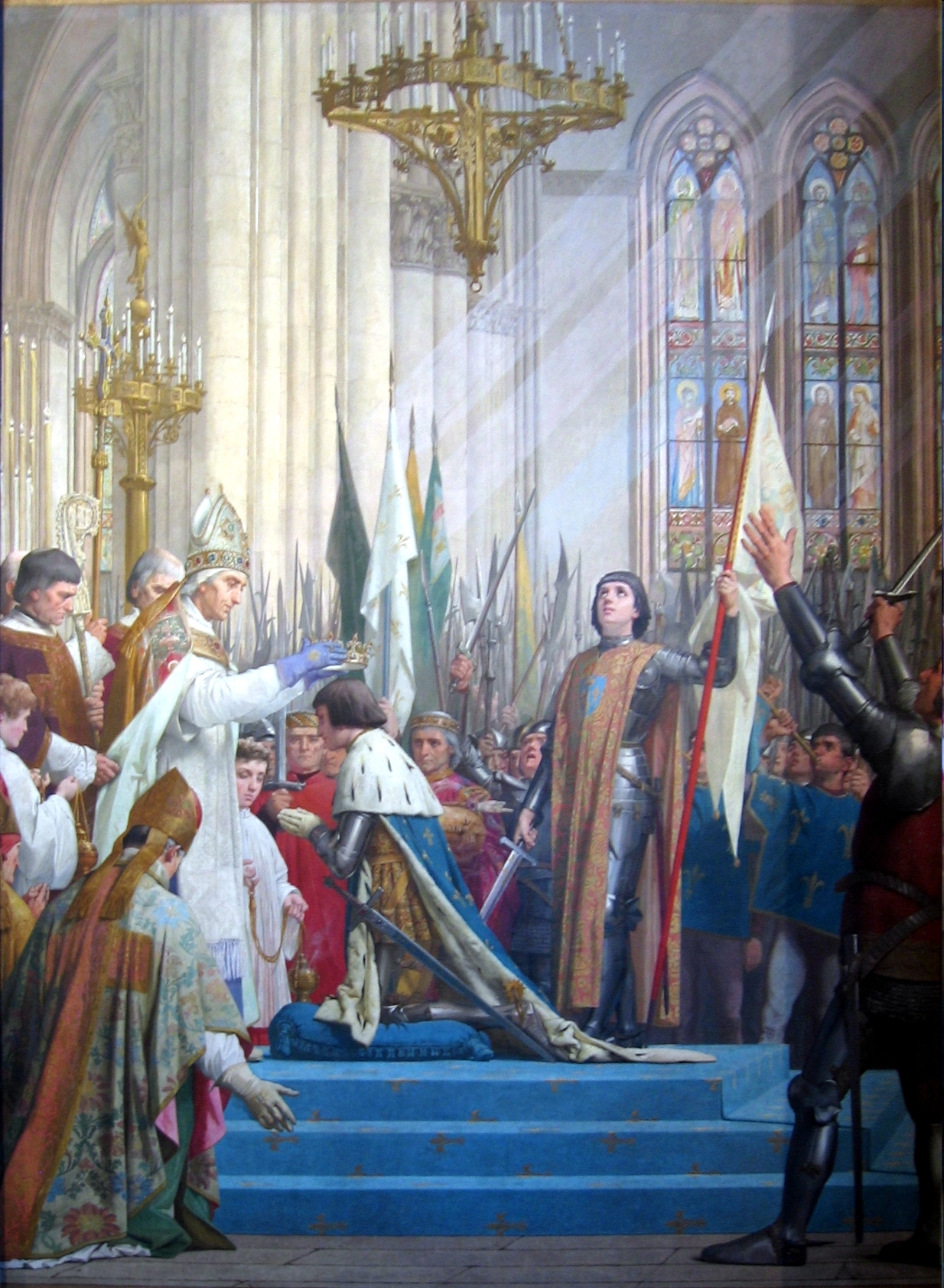
Коронація Карла VII

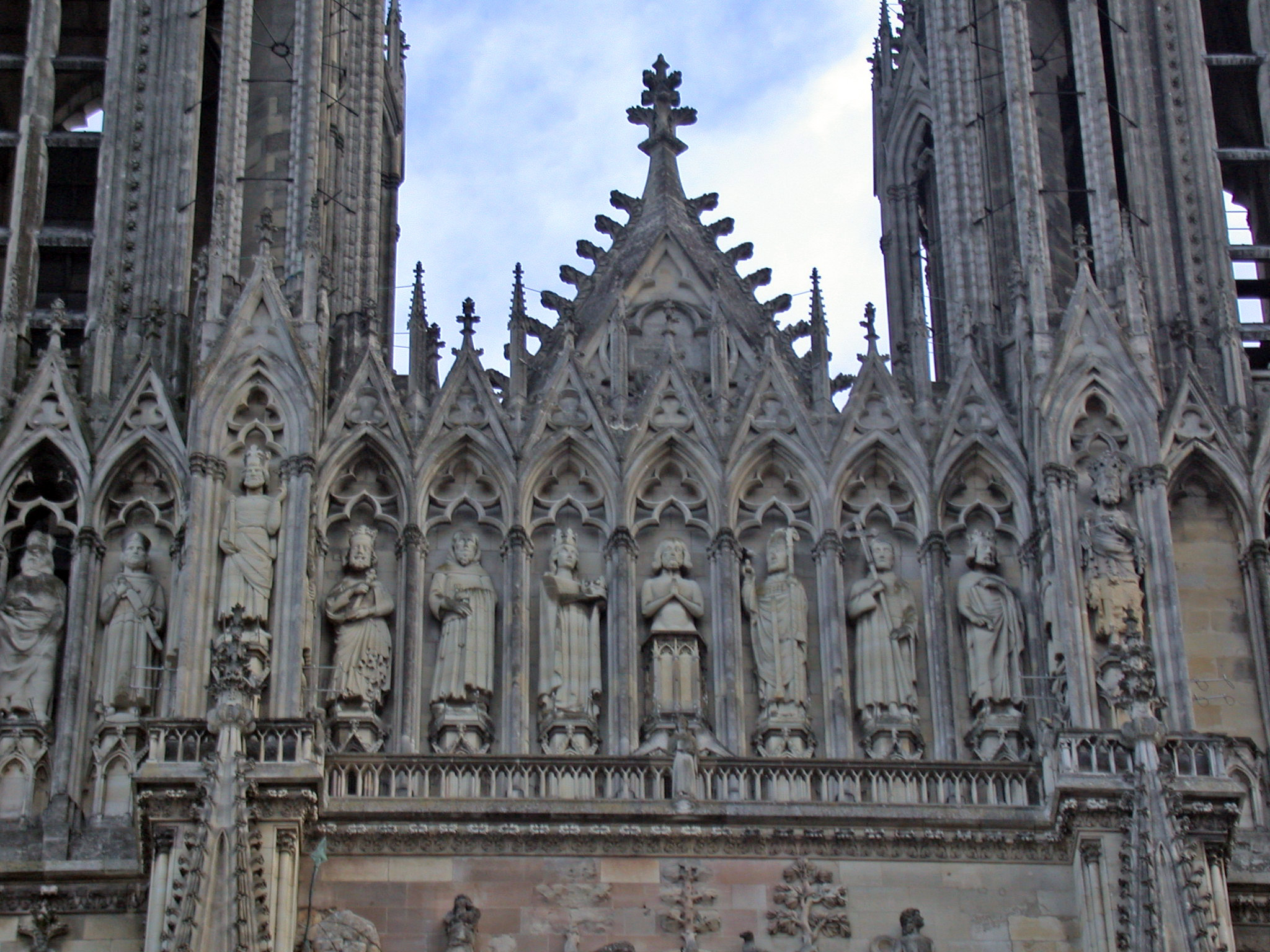
Частина королівської галереї

Релігійна важливість Святої ампули та політична значимість архієпископів Реймсу призводять до того, що, починаючи з Генріха I (1027 рік), Реймс стає постійним місцем коронації французьких монархів. Всі французькі королі з династії Капетингів, за винятком Гуго Капета, Робера II Побожного, Людовіка VI, Генріха IV та Людовіка XVIII були короновані саме в Реймському соборі.
Коронація Карла VII в 1429 році виособлюється серед інших, тому, що вона призвела до кардинальної зміни в перебігу Столітньої війни завдяки стійкості Жанни д'Арк, статуя якої встановлена в соборі.
Собор уславлює королівську владу. На фасаді виконана «Галерея королів», що складається з п'ятдесяти шести скульптур висотою чотири з половиною метри. В центрі галереї розташована статуя Хлодвіга, обабіч якого стоять його дружина свята Клотільда та Святий Ремі.

### Собор протягом століть
Попри той факт, що Реймс був символом королівської влади, хвилі змін Великої французької революції не сягнули тут тієї висоти, як, наприклад, в Шартрі, де сама споруда собору знаходилася під загрозою знищення. Деякі скульптури були потрощені, портали пошкоджені, скіпетр та Рука правосуддя спалені, собор було перетворено на склад фуражу, але проект його знищення був швидко покинутий.
1860 року собор було відреставровано під орудою Ежена Вйоле-ле-Дюка (фр. Eugène Viollet-le-Duc).

### Собор-мученик

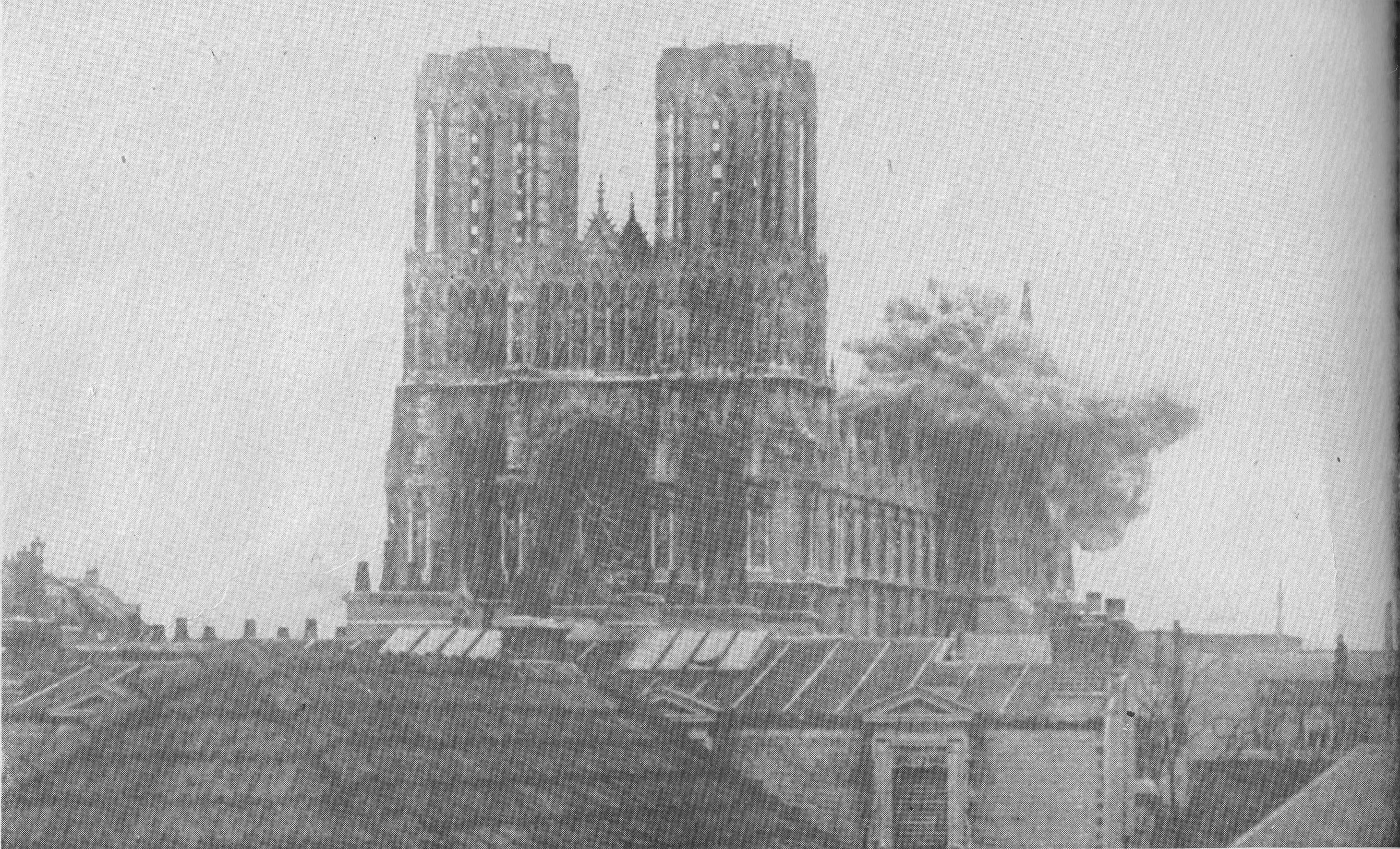
Артилерійський обстріл собору

1914 року, відразу після початку Першої світової війни, собор було піддано артилерійському обстрілу німецькими військами, через що його стали називати «собор-мученик». Перші снаряди впали на місто та на собор 4 вересня 1914 року просто перед захопленням міста німецькою армією. Для припинення обстрілу абати Жюль Тіно (фр. Jules Thinot) та Моріс Ландріє (фр. Maurice Landrieux) поспіхом вивісили білий прапор над собором.
13 вересня французька армія відбила місто, але німці закріпился у передмістях і 14 вересня обстріли почалися знову.
19 вересня 1914 року 25 снарядів влучили безпосередньо в собор. Риштування, що знаходилося під північною вежею, зайнялося близько п'ятнадцятої години, після чого вогонь розповсюдився по всьому остову даху. Свинець покрівлі розплавився і, стікаючи по горгульях, зруйнував архієпіскопське помешкання — палац То. Зруйнування монументу викликало емоційну хвилю по всій країні. Багато з-поміж поранених німецьких полонених, що знайшли притулок в соборі, загинули.

Собор було відреставровано під керівництвом Анрі Деньо (фр. Henri Deneux), уродженця Реймсу та головного архітектора історичних пам'яток, зі значною фінансовою допомогою з боку американських меценатів, зокрема, родини Рокфеллерів. Відновлена споруда була відкрита в 1919 році і дійшла до наших часів. Зруйнований дубовий остов даху було замінено спеціальною структурою, легшою та негорючою, що складається з бетонних елементів, поєднаних за допомогою дубових шпонок для забезпечення легкості конструкції.

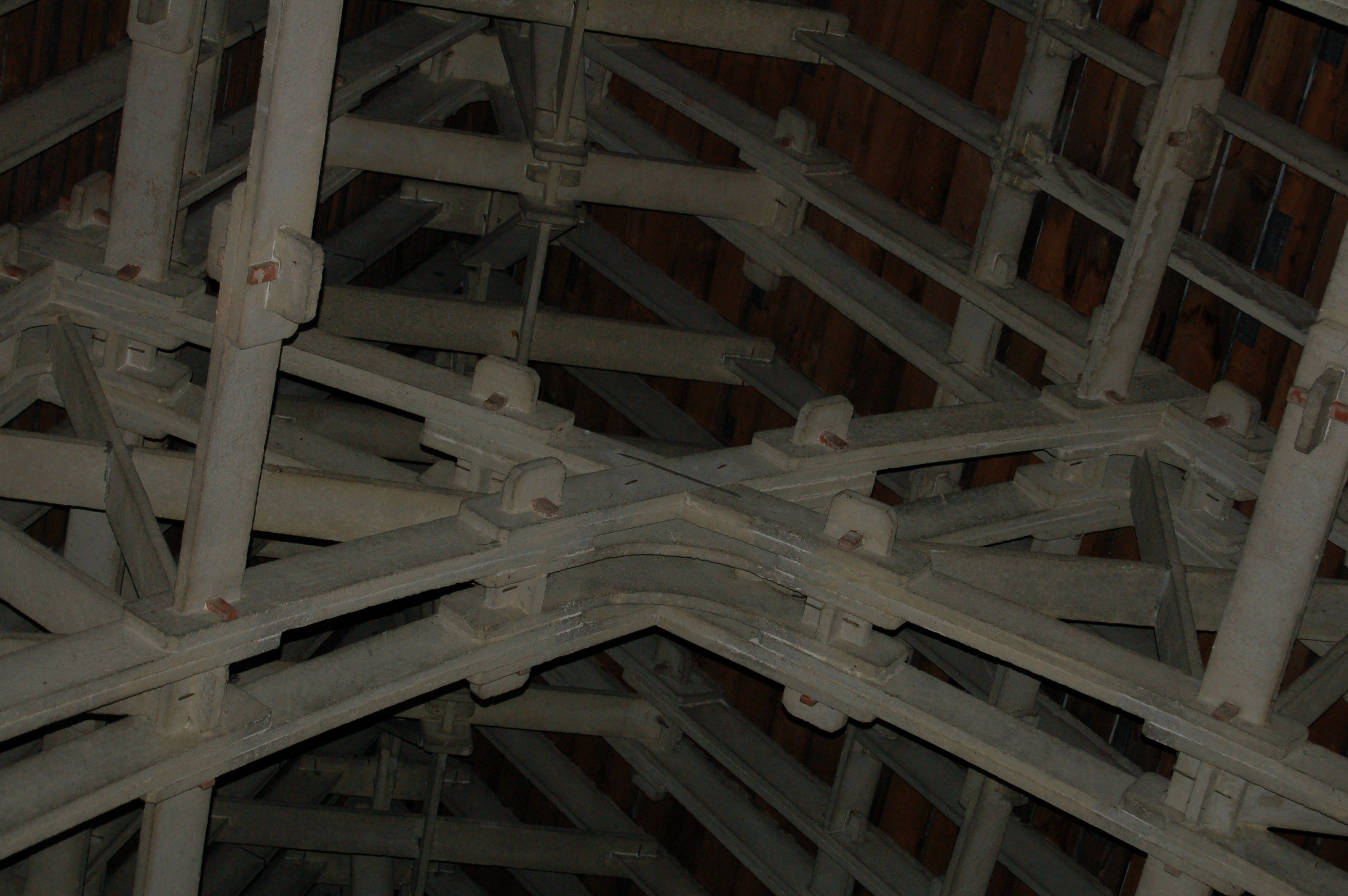
Остов даху (деталь)

У наші дні дзвіниці нараховують лише два дзвони: Марі (вагою сім тонн) та Сторка (десять тонн). Дзвони не використовуються через побоювання за подальше послаблення споруди, яка значно постраждала під час Першої Світової війни.

## Технічні дані
- загальна довжина: 149,17 м (130 м — в Парижі та 145 м в Ам'єнському соборі)
- внутрішня довжина: 138 м
- висота нефу 38 м (33 м в Парижі)
- бічна висота нефу: 16,5 м
- ширина нефу 14,65 м (15,25 м в Санському соборі та 12 м в Парижі)
- довжина трансепту: 61 м
- ширина трансепту: 30,70 м

Загальний план Реймського собору

- висота двох фасадних веж: 81,50 м (69 м в Парижі)
- висота дзвіниці (вежа Ангела): 87 м
- ширина східного фасаду: 48,80 м (41 м в Парижі)
- загальна площа споруди: 6650 м²

Вітражі
- діаметр східного вітражу: 12,5 м (13,1 м — вітражі трансепту в Парижі)
- діаметр північного вітражу: 9,65 м
- діаметр південного вітражу: 9,65 м

## Опис
Висота нефу до склепіння складає 38 метрів, таким чином, це менше, ніж в Ам'єнському соборі (42,30 м) або в соборі Св. Петра в Бове (46,77 м). Тим не менше, відносна вузькість нефу створює враження висоти. Ззовні загальний вигляд собору, характерний для готичного стилю, створює враження пориву у височінь. На обох східних вежах немає шпилів, тим не менше вони сягають висоти 82 метрів.
Найвища точка собору — скульптура ангела, розташована понад апсидою, висота — 87 метрів.
Собор розташований за осями Південь-Захід Північ-Схід. Таким чином, він зорієнтований не на Схід, а за віссю літнього сонцестояння.

### Інтер'єр

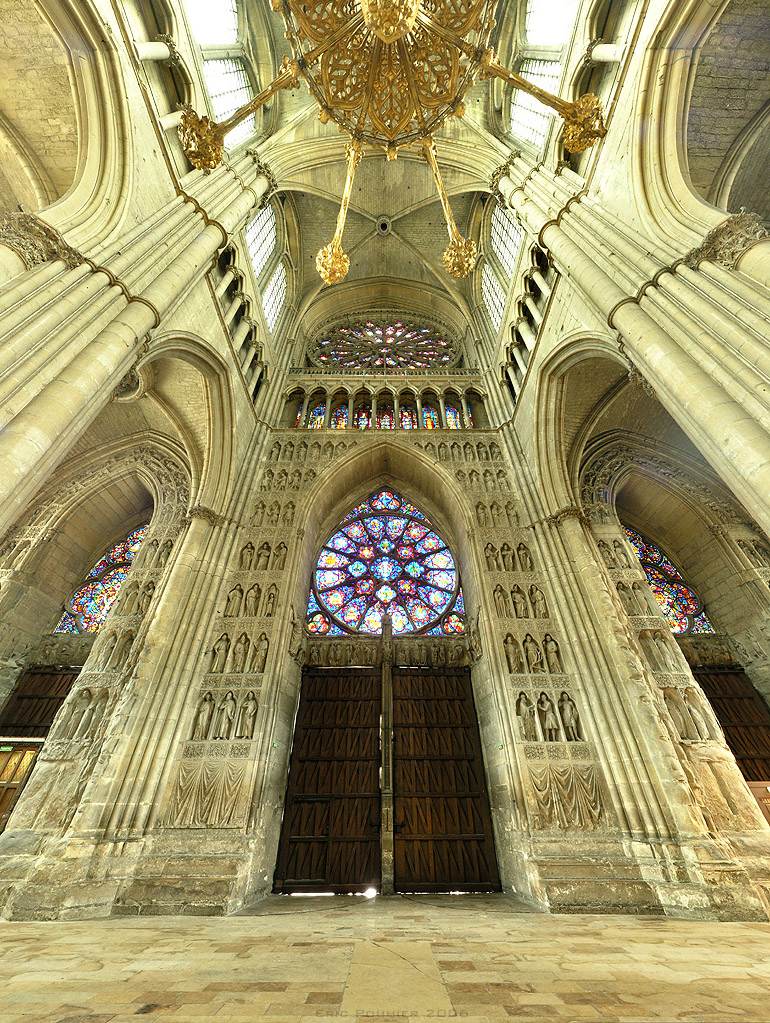
Внутрішній фасад

Зворотна сторона центрального порталу відома завдяки розташованій на ній скульптурній групі «Причастя лицаря».

### Скульптура

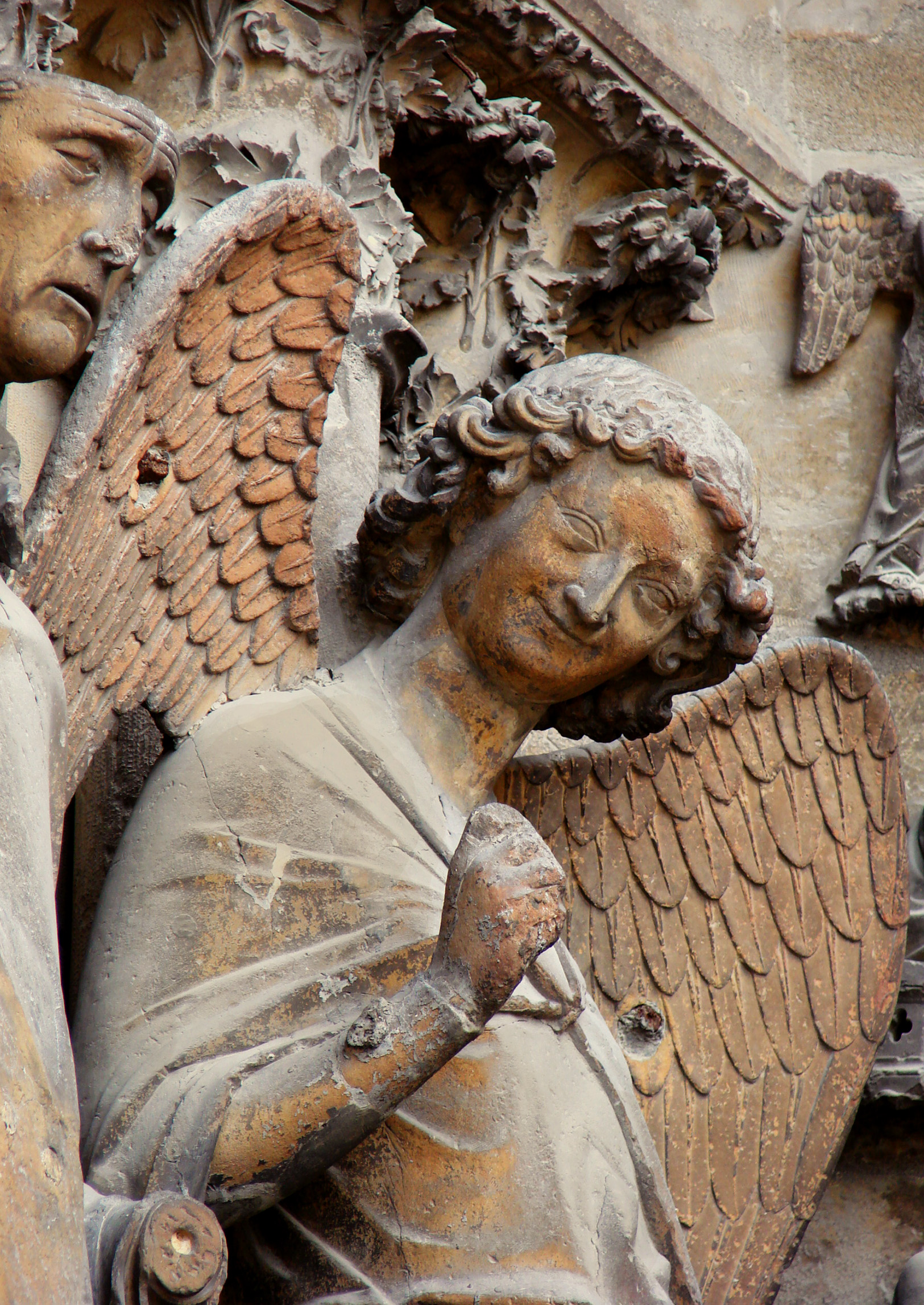
Усміхнений ангел

В Реймському соборі знаходиться найбільша в Європі колекція скульптур загальною кількістю 2303 екземпляри. З них можна виокремити статую «Усміхненого ангела» — емблему міста Реймс та статую Цариці Савської, відреставровану в 2006-2007-му рр. Споруда вирізняється винятковою єдністю стилю, попри те, що її будівництво тривало більше двохсот років (в основному, в XIII-му сторіччі).
На висоті 50 метрів над землею, на східному фасаді, знаходиться «Галерея королів», в центрі якої зображено хрещення Хлодвіга. Попід нею зображено битву Давида з Голіафом та, відразу понад великим порталом, божественну коронацію Діви Марії.

### Вітражі
Попри всі руйнування протягом XVIII сторіччя, у соборі збереглася до наших днів велика кількість вітражів XIII-го століття, розташованих над нефом, хорами та трансептом. З часу закінчення Першої Світової війни в соборі з'являються з різною періодичністю нові сучасні вітражі. Можна відзначити 1930-ті роки, 1950-ті та десятиріччя між 1960-м та 1970-м. Після багаторічної перерви планується поява нових вітражів в 2011 році на честь 800-річчя собору.
Найвідомішими серед сучасних взірців є три вітражі від Марка Шагала (1974), розташовані у вісьовій каплиці: дерево Єшуа, обидва завіти та історичні події, пов'язані з Реймсом.

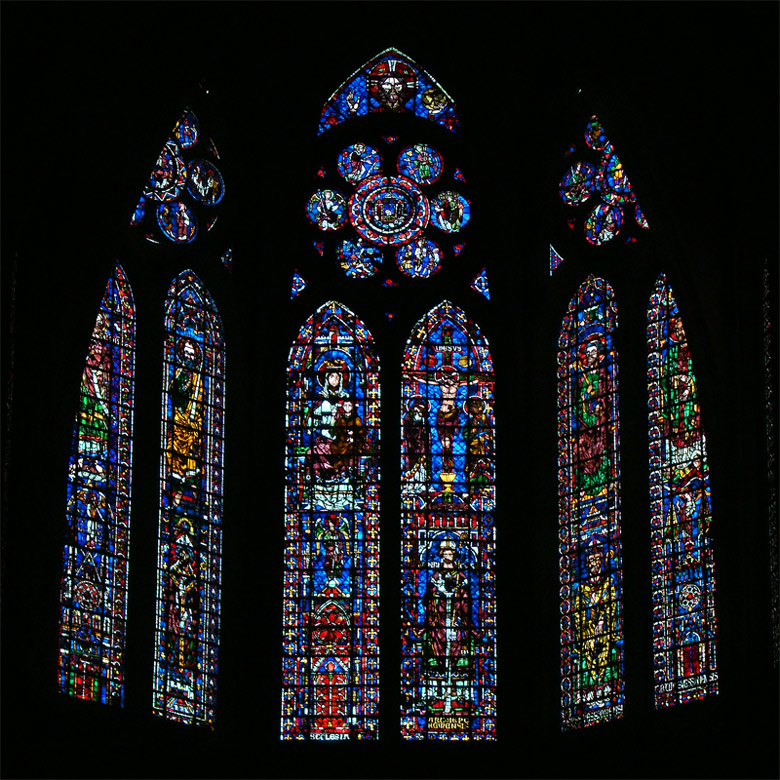
Вітраж над хорами
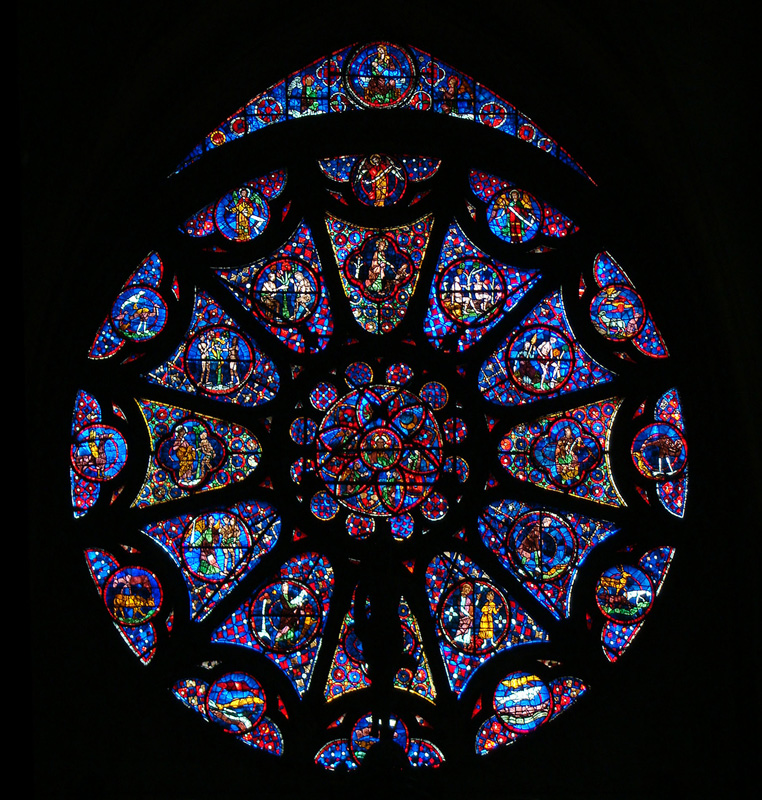
Північний вітраж трансепту
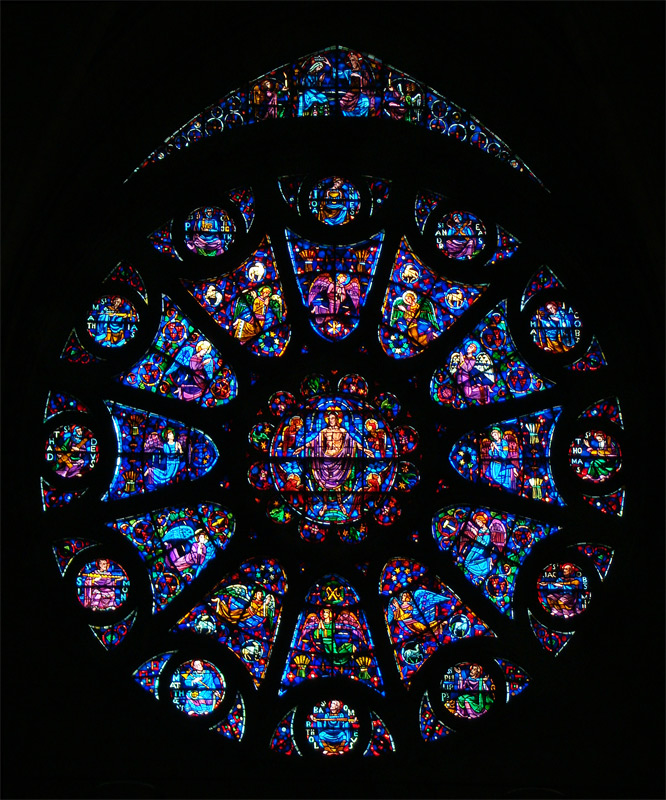
Південний вітраж трансепту
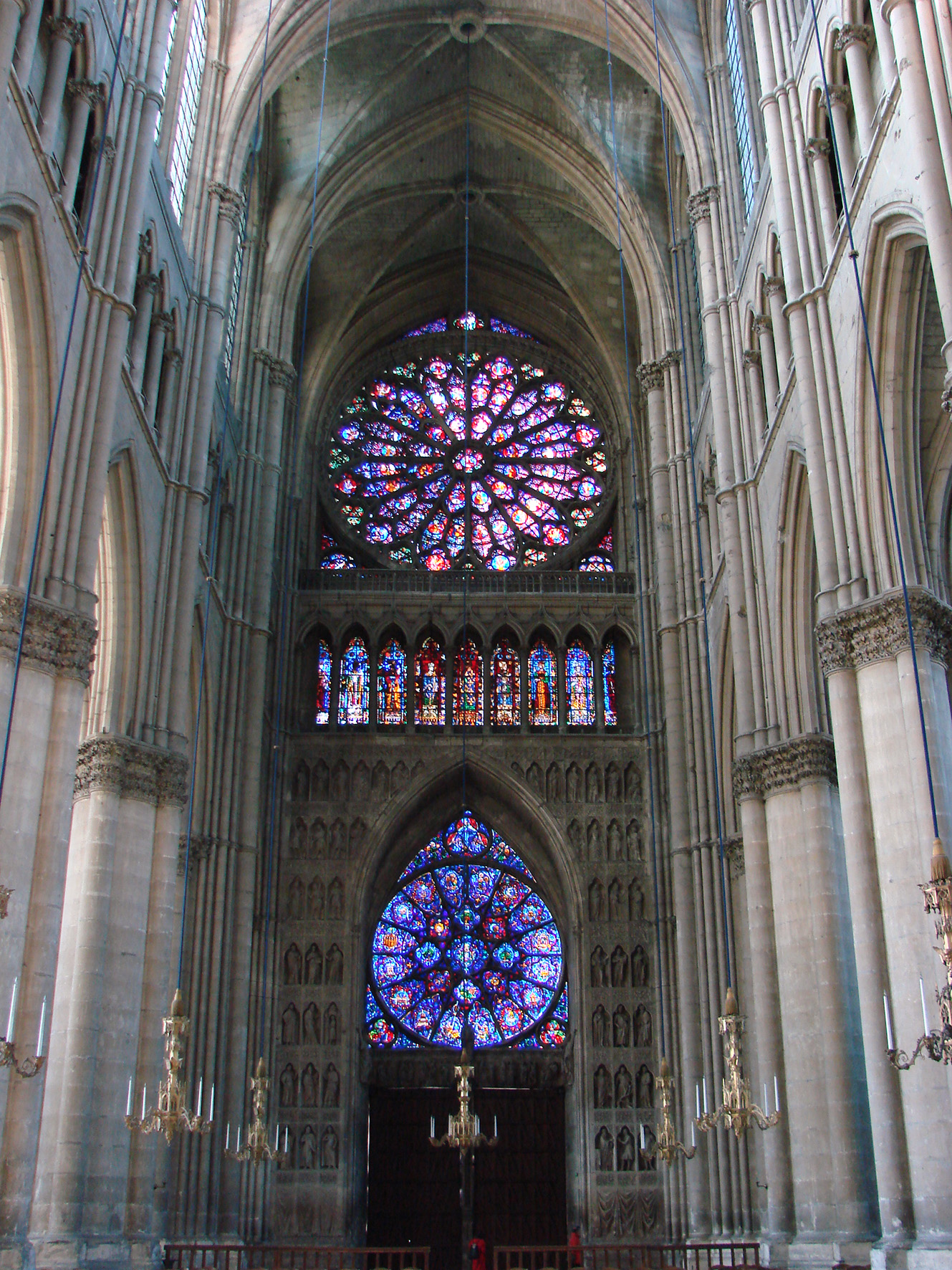
Вид на головний вітраж

### Покрівля
Гребінь даху прикрашений металевою конюшиною та ліліями, нагадуючи про те, що собор був місцем коронації французьких монархів. Зруйновані під час Великої Французької революції, ці елементи було відновлено в 1924—1926 роках під час реконструкції після Першої Світової війни. Покрівля зроблена зі свинцевих плиток, закріплених на дерев'яному каркасі, на ній розташовано дзвони на перетині нефу та трансепту. Для відновлення використовувався свинець з руїн, що залишилися після пожежі в 1914 році

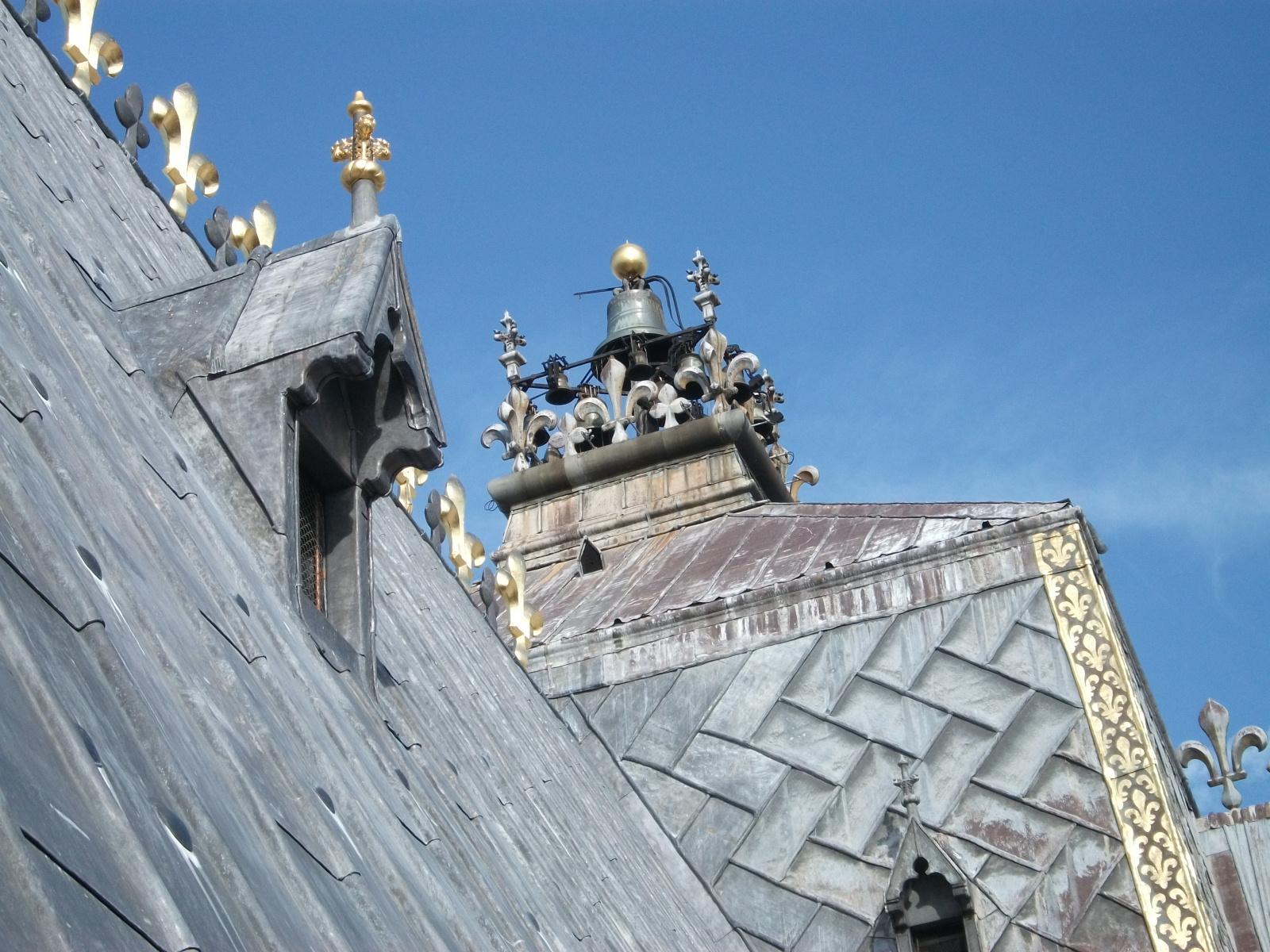
Дзвони, прикрашені ліліями.
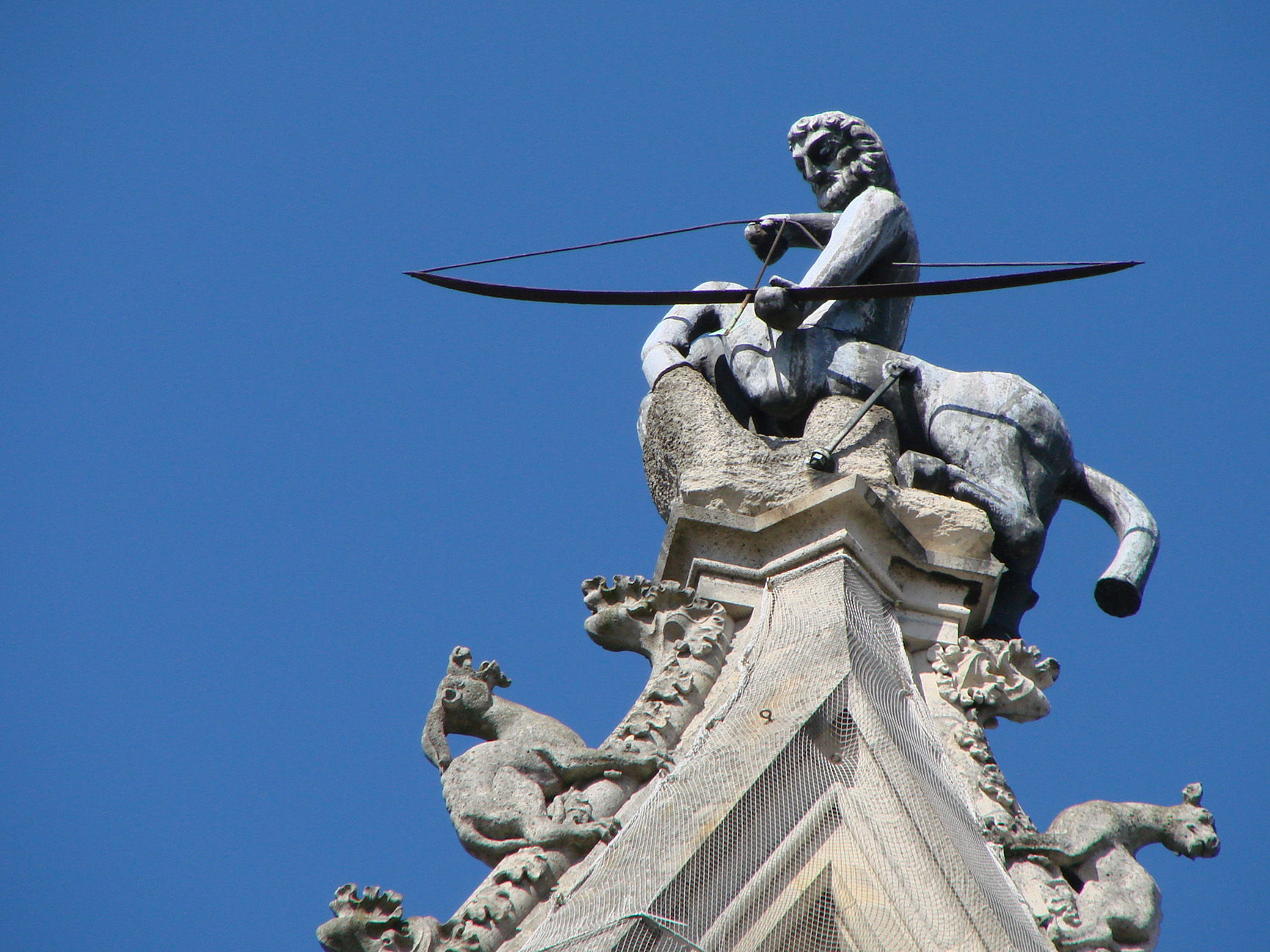
Стрілець, що вартує двір палацу То.
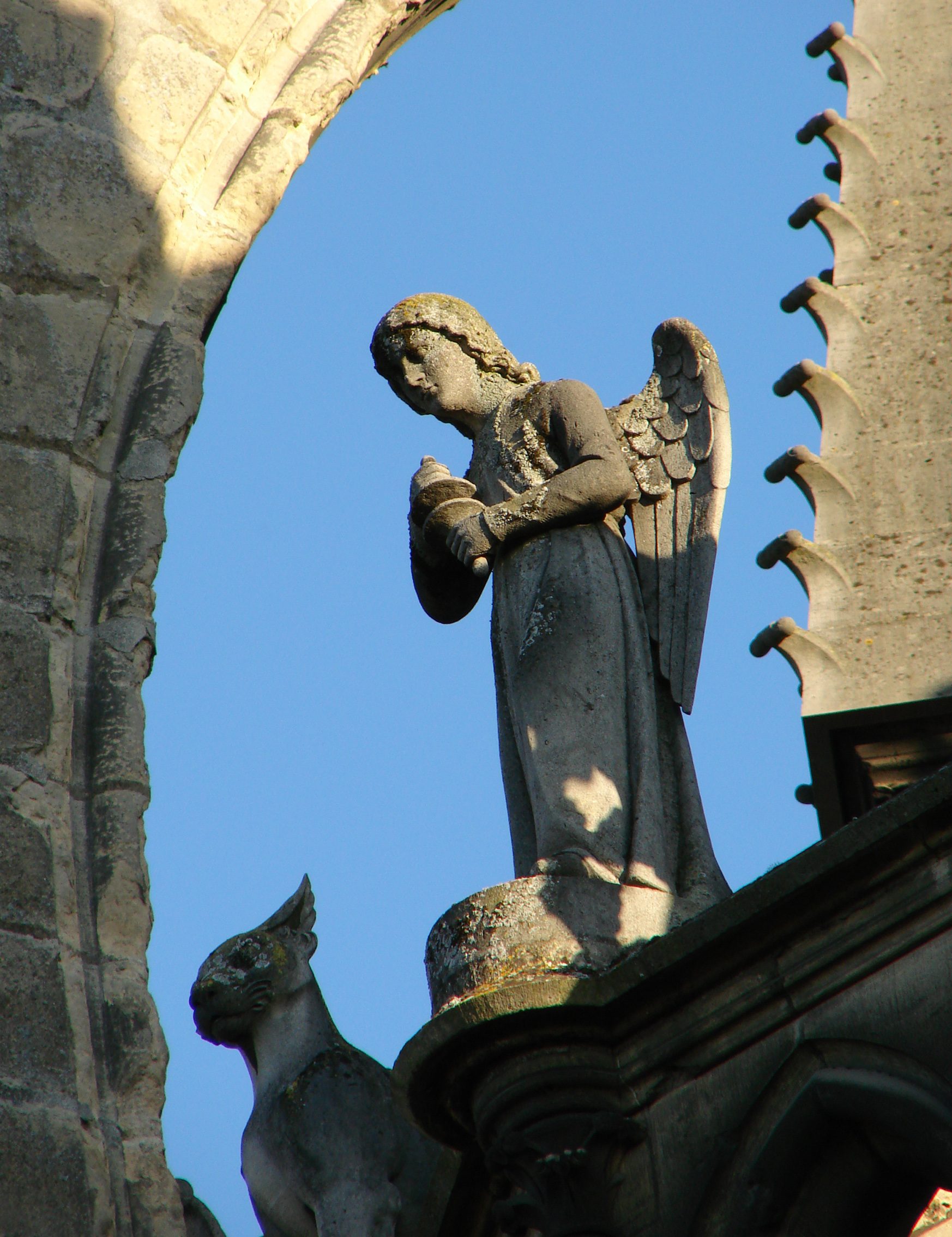
Ангел в основі даху хорів.
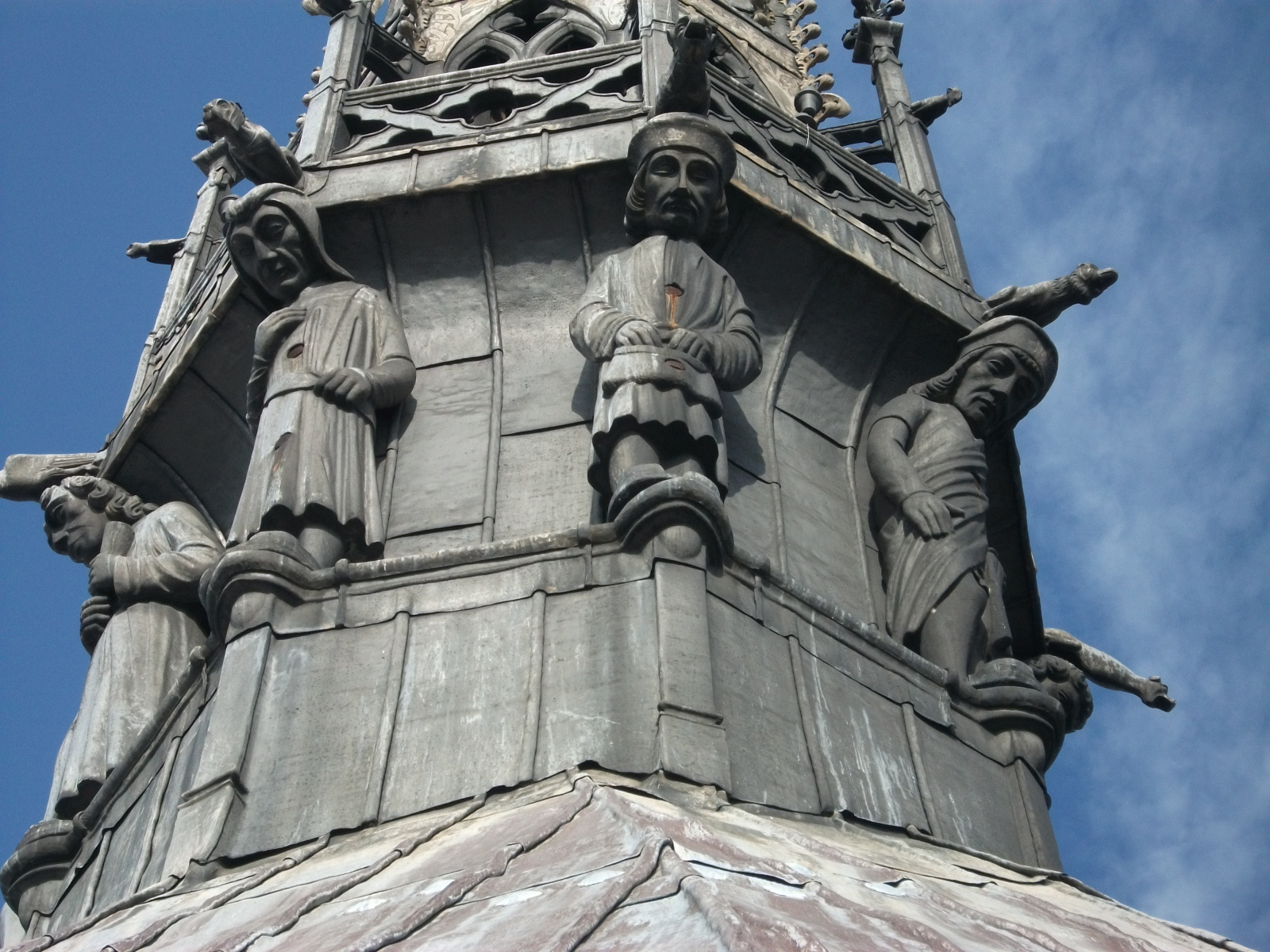
Каріатіди в основі шпилю над хорами.
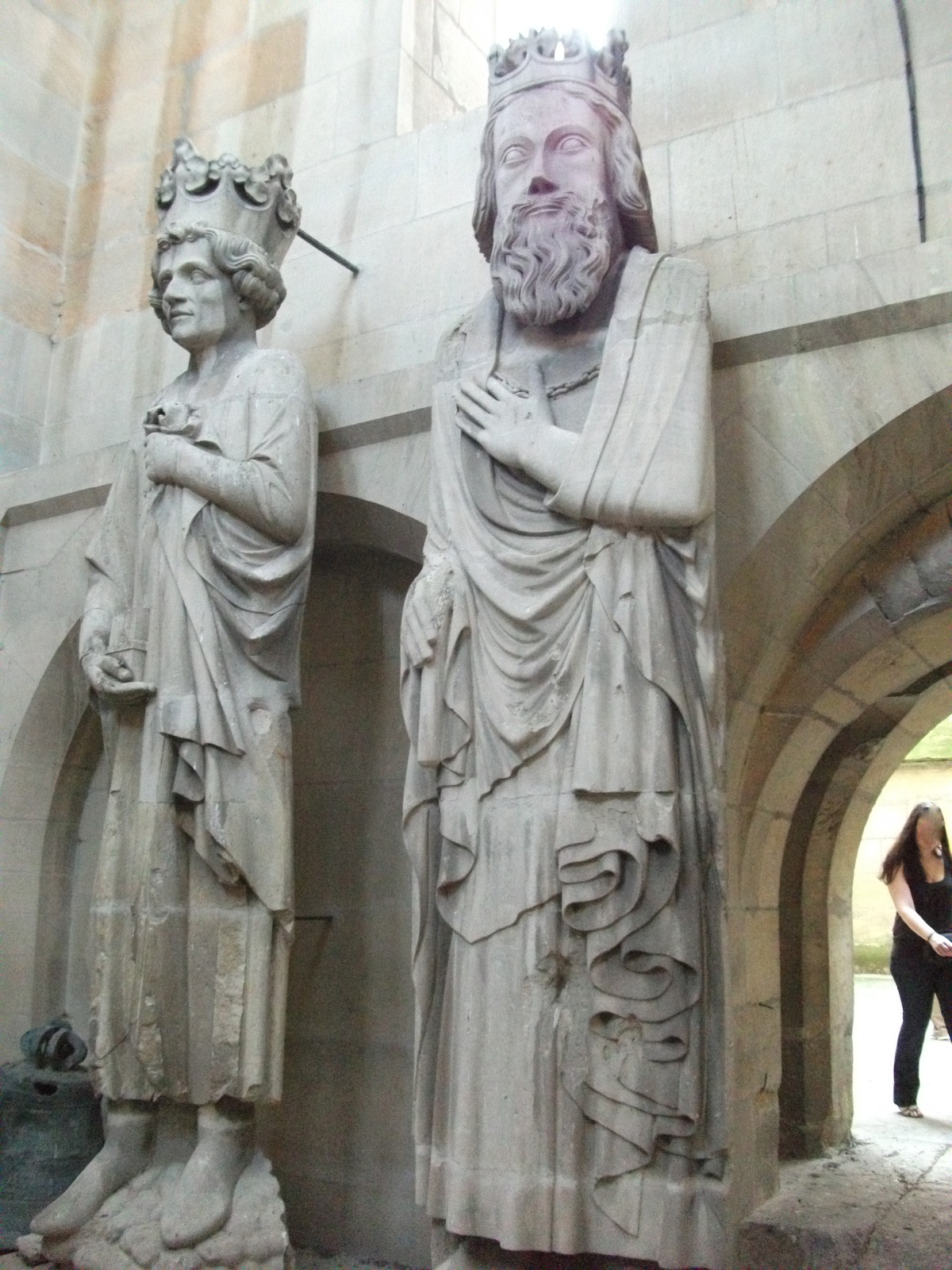
Двоє з королів «Галереї королів», розташовані на північній вежі західного фасаду, копії поганої якості, яки були пізніше замінені.

### Лабіринт

Реймський лабіринт

К Реймському соборі було збудовано лабіринт, розташований під третім та четвертим прольотом нефу. Лабіринт був зруйнований за наказом капітули в 1779 році.
К наші часи зображення лабіринту використовується як логотип для позначення витвору або споруди, який у Франції класифіковано як історичну пам'ятку.

### Давньоруське Євангеліє
Від 1574 року в Реймському соборі зберігається частина руського Євангелія (так званого «Реймського»), що є знаменитою київською пам'яткою 1-ї половини XI століття, яка походить із бібліотеки Ярослава Мудрого і потрапило до Франції з донькою Ярослава Мудрого Анною.

## Галерея

Західний фасад вночі
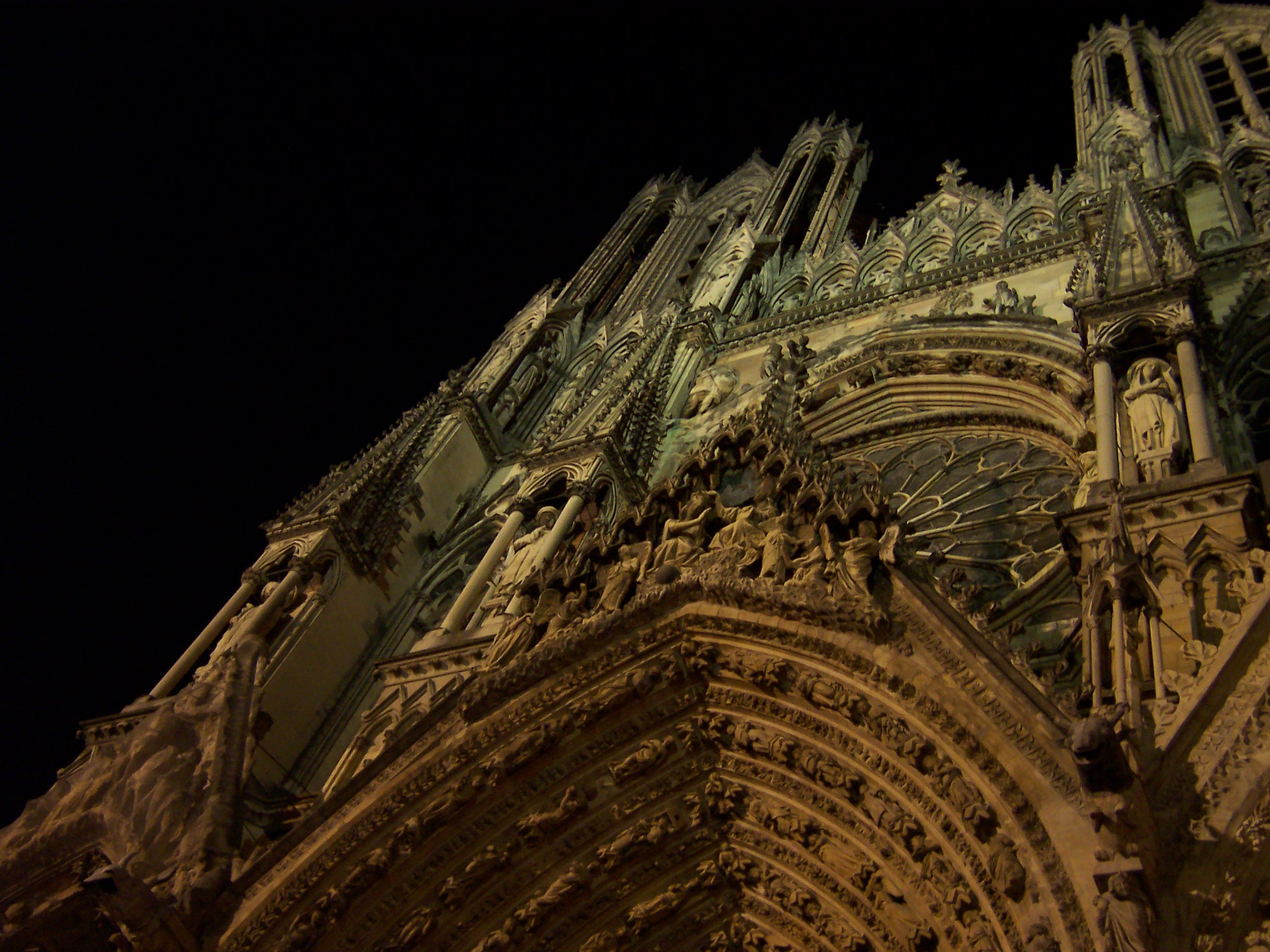
Західний фасад: головний вхід
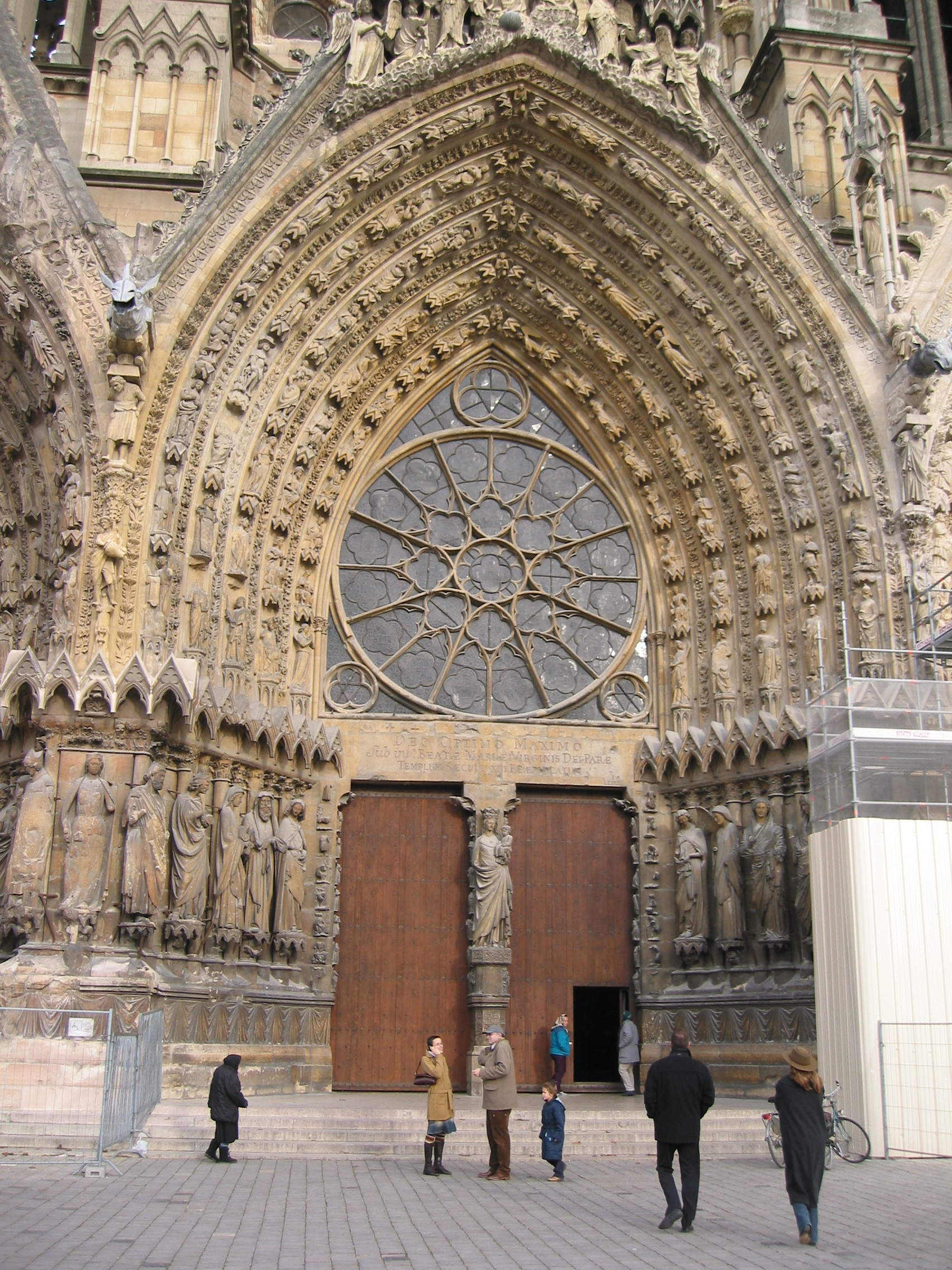
Західний фасад:божественна коронація Діви МаріїЗахідний фасад:
Західний фасад: божественна коронація Діви Марії
божественна коронація Діви Марії
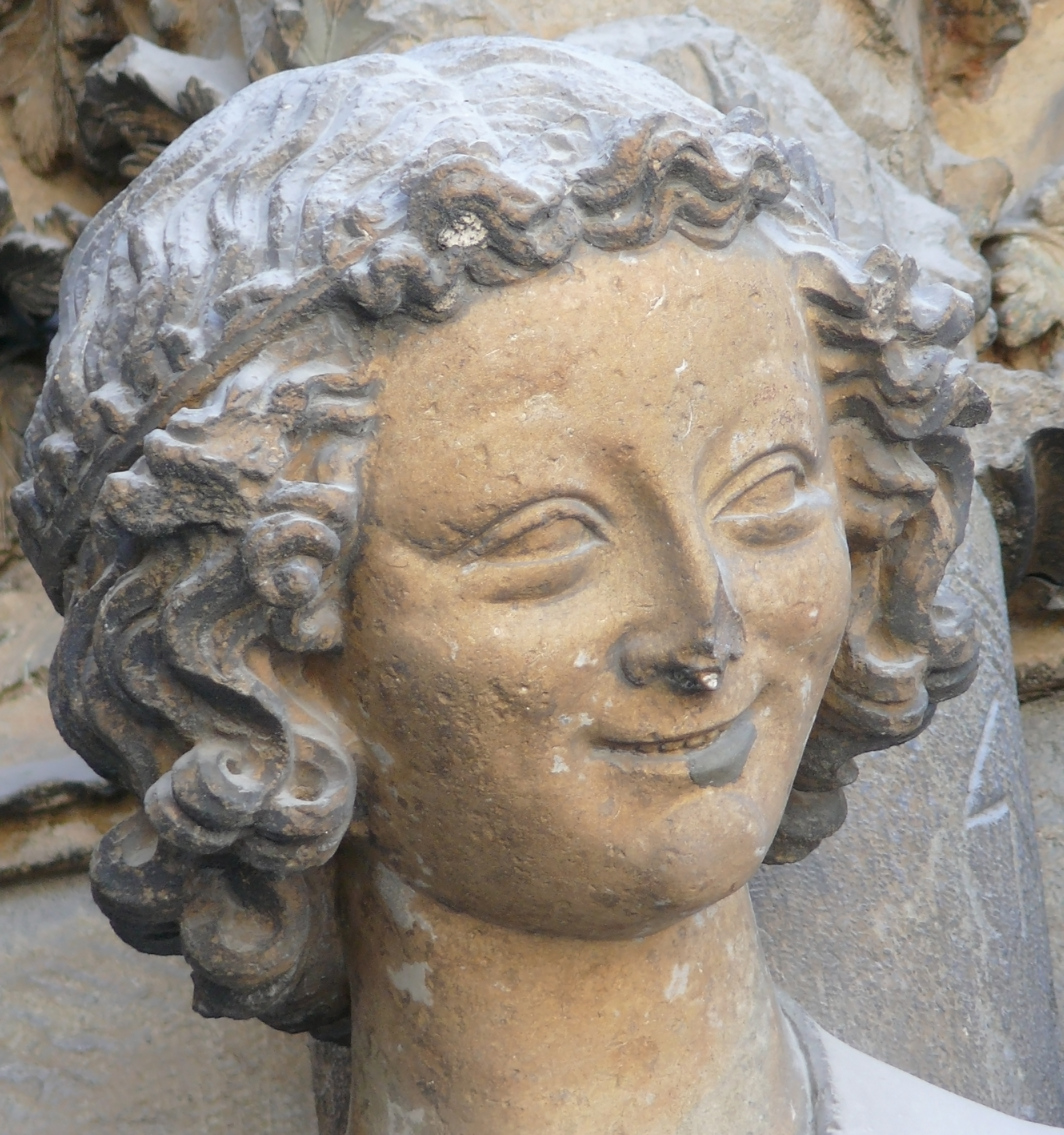
«Близнюк» «Усміхненого ангела»
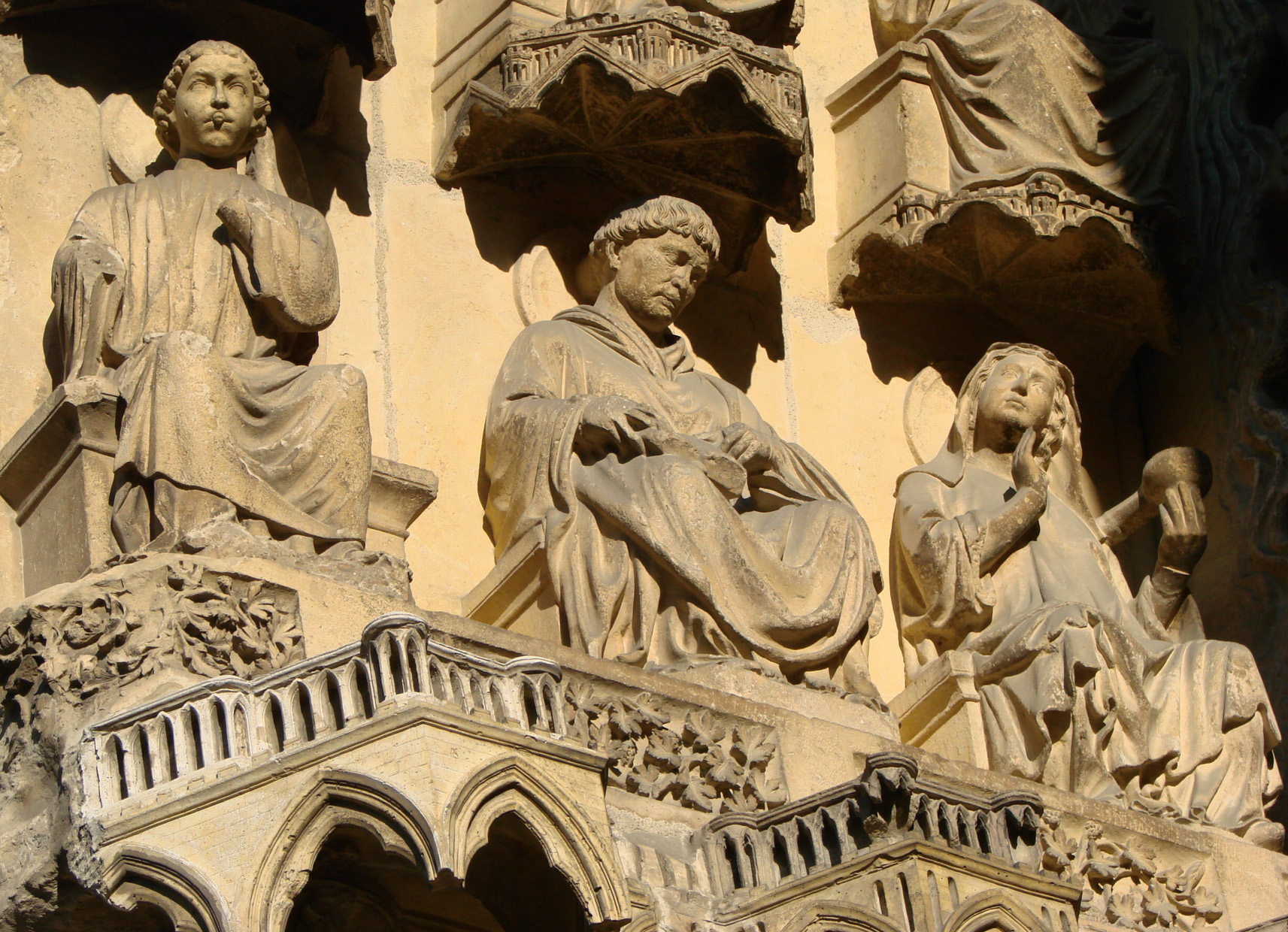
Деталь склепіння північного порталу
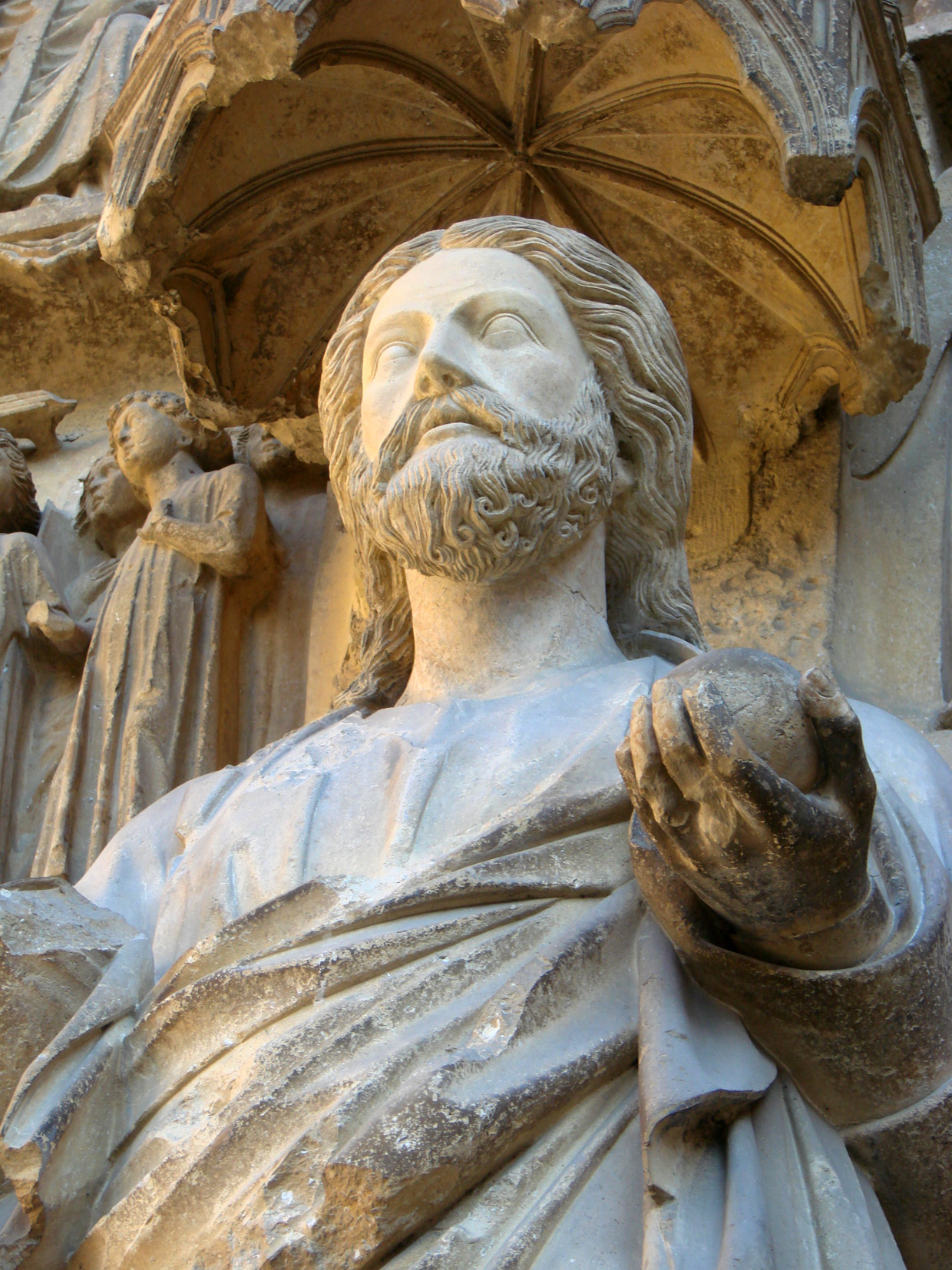
Добрий Бог, північний портал
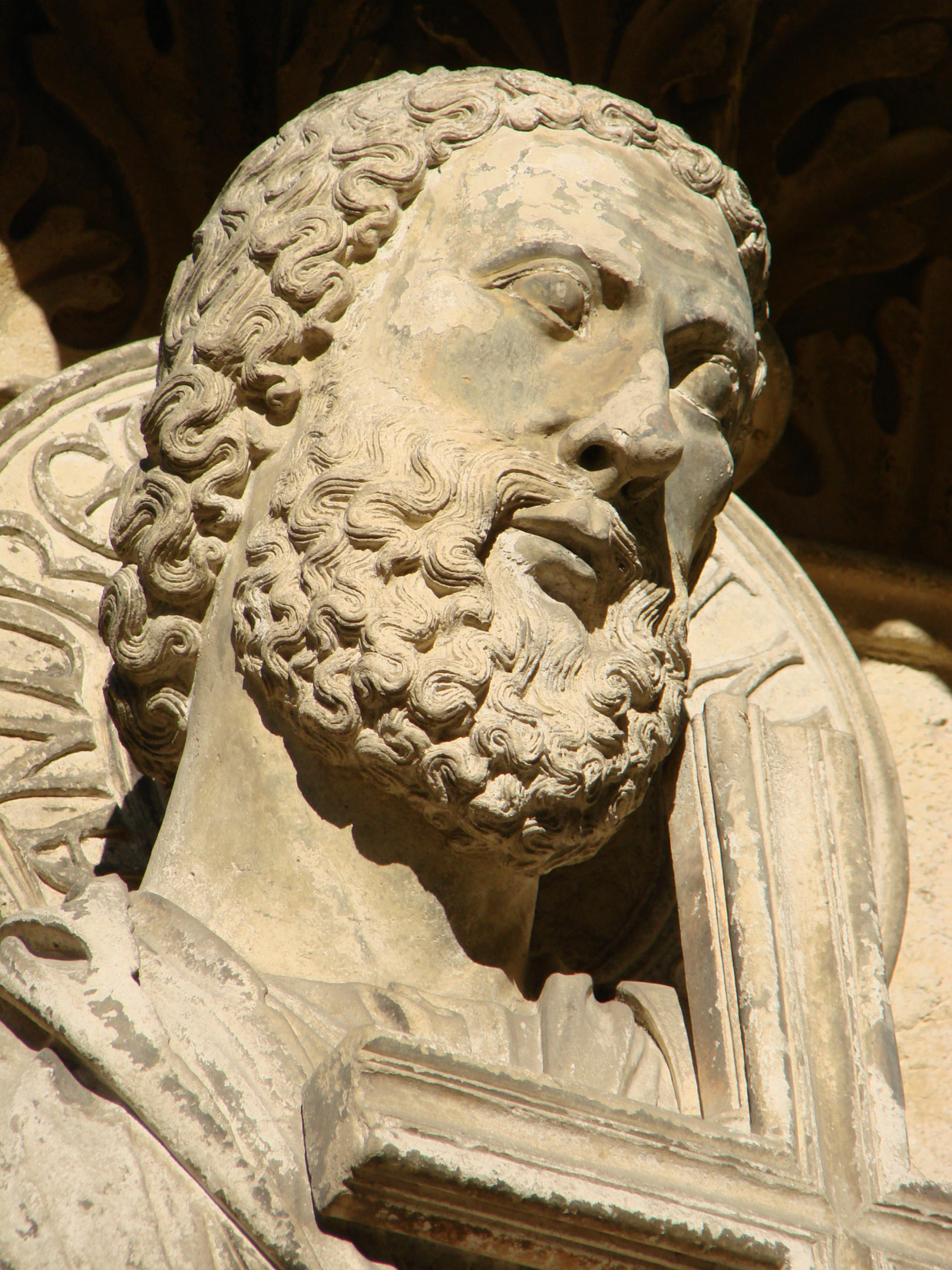
Святий Андрій, північний портал
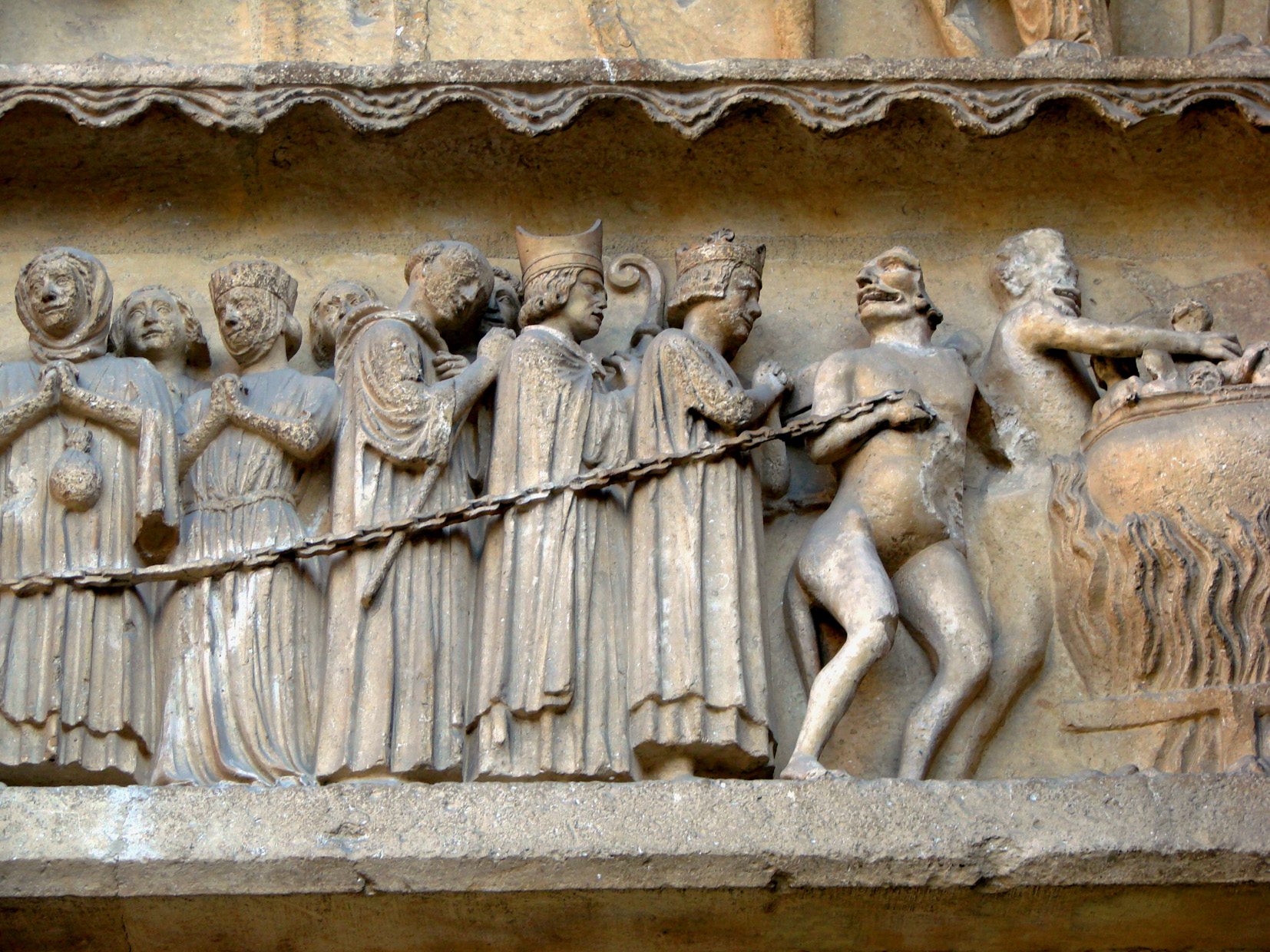
Деталь північного порталу: Судний день
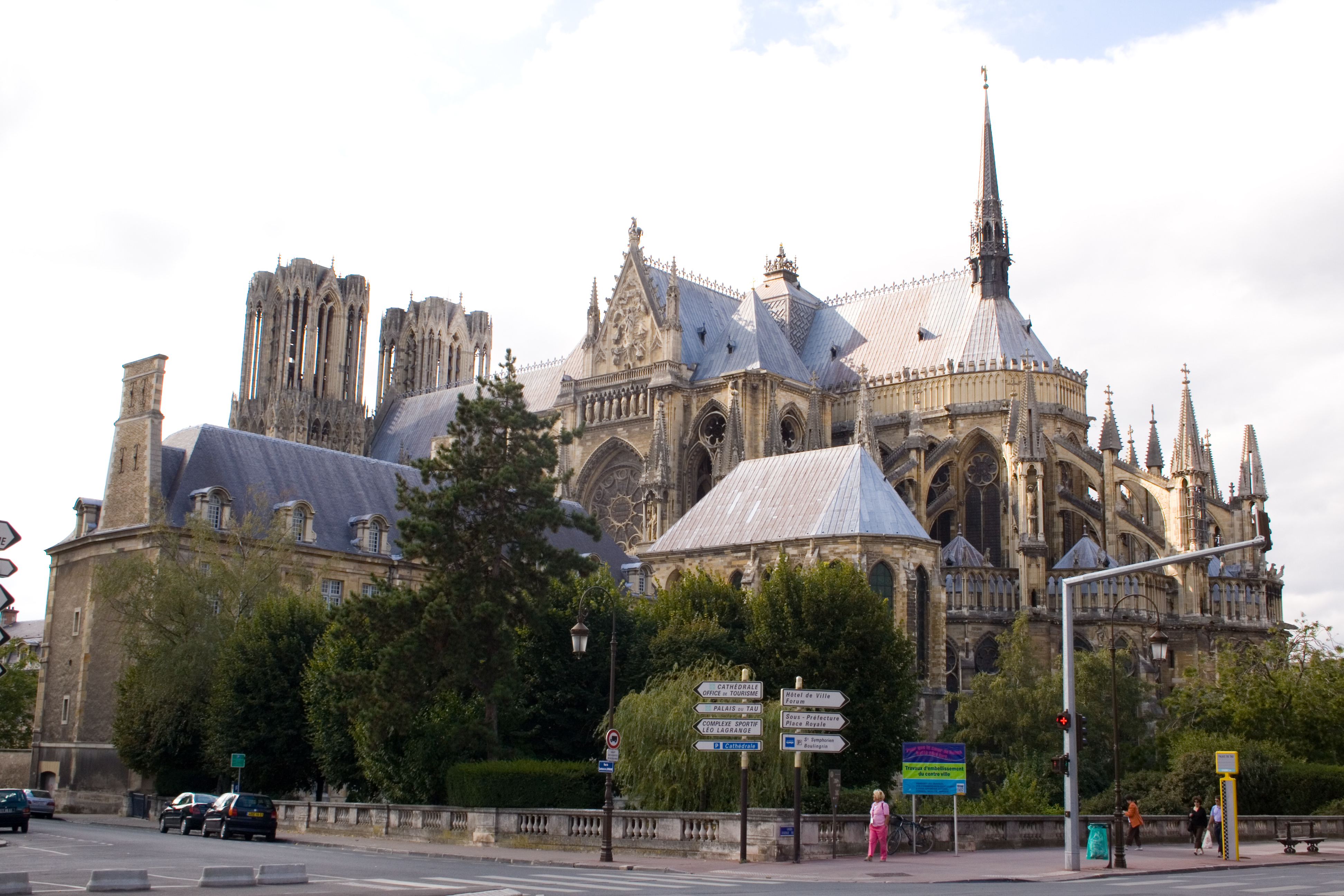
Загальний вигляд апсиди
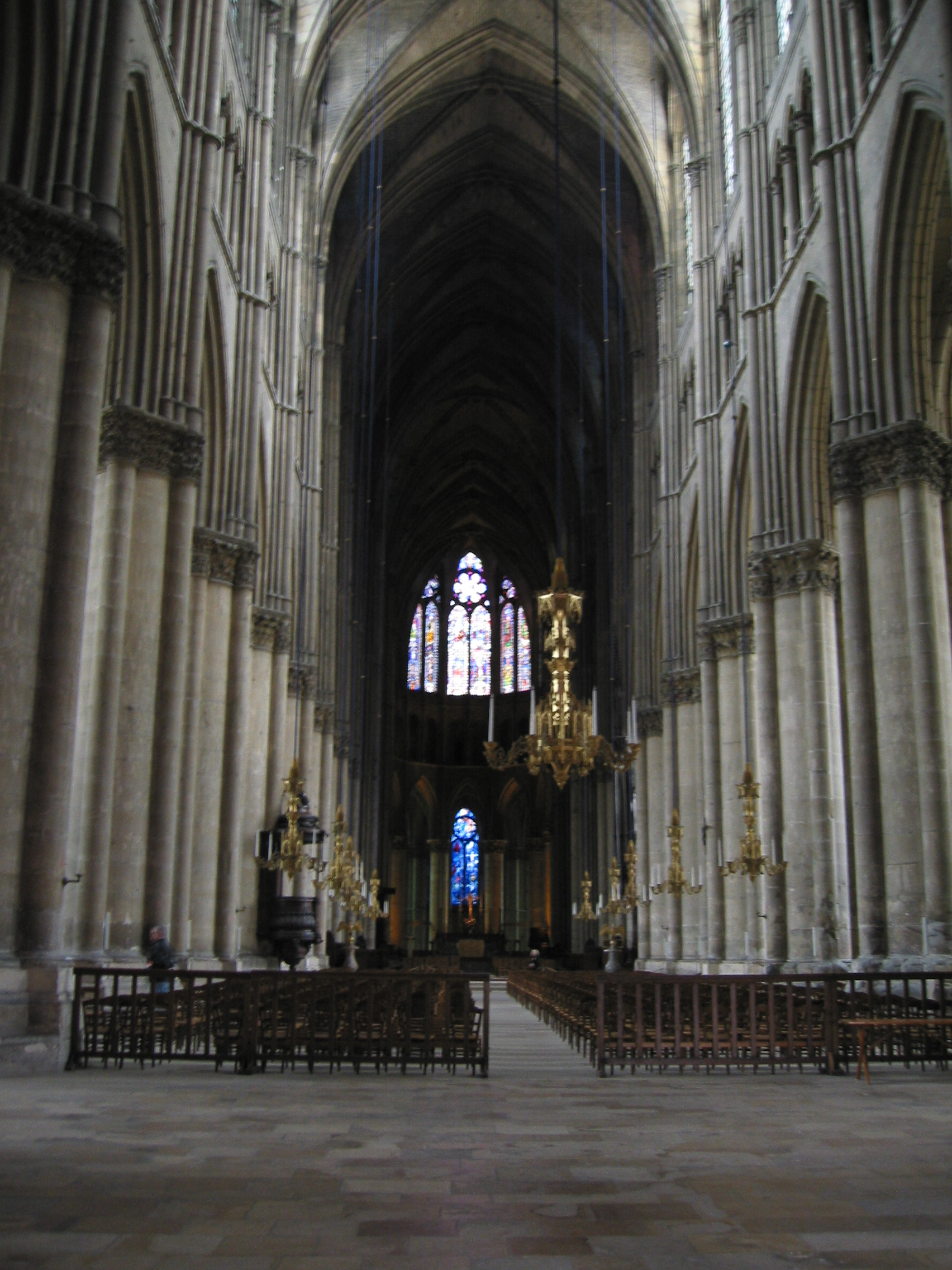
Неф
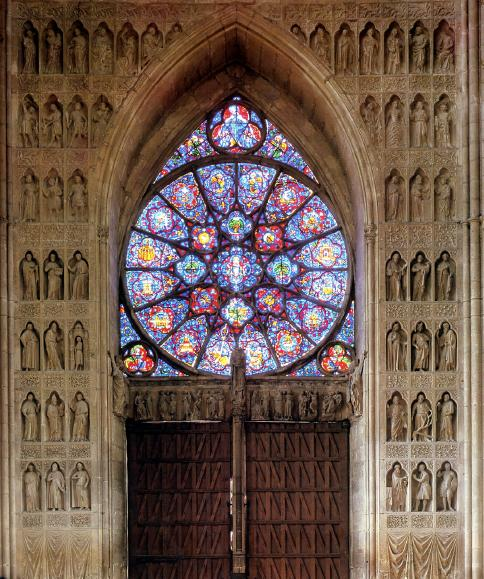
Зворотний бік центрального входу західного фасаду